# Cantonul Châtenois
Cantonul Châtenois este un canton din arondismentul Neufchâteau, departamentul Vosges, regiunea Lorena, Franța.

## Comune
- Aouze
- Aroffe
- Balléville
- Châtenois (reședință)
- Courcelles-sous-Châtenois
- Darney-aux-Chênes
- Dolaincourt
- Dommartin-sur-Vraine
- Gironcourt-sur-Vraine
- Houécourt
- Longchamp-sous-Châtenois
- Maconcourt
- Morelmaison
- La Neuveville-sous-Châtenois
- Ollainville
- Pleuvezain
- Rainville
- Removille
- Rouvres-la-Chétive
- Saint-Paul
- Sandaucourt
- Soncourt
- Vicherey
- Viocourt
- Vouxey